# XIV secolo a.C.
Il XIV secolo a.C. (quattordicesimo secolo avanti Cristo) è il secolo che inizia nell'anno 1400 a.C. e termina nell'anno 1301 a.C. incluso.

## Avvenimenti
- prime tracce di insediamenti Sicani ad Enna.
- risalgono a questo secolo i primi reperti trovati a Roma, nei pressi dell'odierno Campidoglio.
- prime tracce di insediamenti nell'isola di Panarea.
- intorno a questo secolo, compare il nuraghe a thòlos.
- i Caldei si stanziano nel sud della Mesopotamia.
- i Micenei commerciano con la Sardegna.
- inizia il periodo del greco antico.
- inizio della decadenza di Cnosso.
- fine delle civiltà della valle dell'Indo.
- costruzione della tomba KV63, nella valle dei Re.
- si adotta il nome di Baal per la maggiore divinità cananea e fenicia.
- 1387 a.C.: Amenhotep III sale al trono d'Egitto e inizia la costruzione del Tempio di Luxor.
- 1350 a.C.: Akhenaton, il faraone egiziano che tentò di instaurare il monoteismo, sale al trono.
- anni 1350 a.C.: Riforma politica e religiosa del faraone Akhenaton.
- anni 1333 a.C.?: Restaurazione di Tutankhamon.
- I Micenei conducono i traffici commerciali sul Mar Mediterraneo.